# Kazuyoshi Miura
Kazuyoshi Miura (jap. 三浦 知良) (Shizuoka, Japan, 26. veljače 1967.), japanski je nogometaš i bivši reprezentativac koji trenutačno nastupa za japanski klub Atletico Suzuka.
Miura je poznat po nadimku Kazu,  a igra na poziciji napadača. Godine 1993. dobio je nagradu za najboljeg azijskog nogometaša.
Miura je od 1990. do 2000. godine igrao za japansku reprezentaciju u kojoj je drugi najuspješniji strijelac svih vremena (55 golova). Također, Kazuyoshi Miura je najstariji profesionalni igrač u Japanu.

## Karijera

### Klupska karijera
Miura je nogomet počeo trenirati u dobi od šest godina, te ga je nastavio igrati u srednjoškolskim momčadima. S 15 godina je počeo putovati po Brazilu sa željom da ondje postane profesionalni nogometaš. Najprije je od 1982. do 1986. godine igrao za juniore Clube Atlético Juventusa, a 1986. godine Miura je potpisao prvi profesionalni ugovor sa Santosom. Tijekom karijere u Brazilu, Miura je nastupao i za Palmeiras i Coritibu, a 1990. godine vratio se u Japan.
U Japanu je nastupao za Yomiuri FC. Nakon što je klub prekinuo odnose s glavnim sponzorom, tvrtkom Yomiuri Shinbun, momčad je preimenovana u Verdy Kawasaki te je 1993. počela nastupati u novoosnovanom nacionalnom prvenstvu J.League. S Yomiurijem odnosno Verdy Kawasakijem, Miura je osvojio četiri uzastopna naslova prvaka (1991., 1992., 1993. i 1994.). Godine 1993. Miura je proglašen za MVP-a J.League i azijskog nogometaša godine.
Nakon brojnih trofeja osvojenih u domovini, Kazuyoshi Miura 1994. godine odlazi u Genovu te postaje prvi japanski nogometaš u Italiji. S klubom je u sezoni 1994./95. igrao u Serie A a jedini pogodak za Genovu zabio je u derbiju protiv Sampdorije. Nakon toga, Miura napušta klub i vraća se u Verdy Kawasaki za koji je igrao do 1998. godine.
Nakon toga Miura ponovo odlazi u Europu, te potpisuje za Croatiju Zagreb. Nakon neuspjeha u Zagrebu, Miura se vraća u Japan gdje je najprije igrao za Kyoto Purple Sanga a nakon toga četiri sezone za Vissel Kobe.
Miura 2005. godine potpisuje za Yokohamu koju nakratko napušta zbog dvomjesečne posudbe u australski Sydney FC krajem 2005. godine. Završetkom posudbe, Miura se vraća u Yokohamu za koju i danas igra. S klubom je 2006. godine osvojio japansku drugu ligu dok je 2007. godine uvršten u sastav za J.League All-Star utakmicu.

### Reprezentativna karijera
Miura je debitirao za Japan 1990. godine dok je prvi pogodak zabio u kolovozu 1992. godine u Pekingu protiv Sjeverne Koreje u utakmici Kupa dinastija koji je Japan u konačnici osvojio.
Iste godine Miura je s japanskom reprezenzacijom osvojio i Azijski kup kojem je Japan bio domaćin. Na tom natjecanju Kazuyoshi je postigao jedan gol protiv Irana u grupnoj fazi. Također, Miura je bio proglašen za MVP oba turnira (Kup dinastija i Azijski kup).

#### Pogoci za reprezentaciju
| #   | Datum               | Mjesto                   | Protivnik         | Pogodak | Rezultat   | Natjecanje                           |
| --- | ------------------- | ------------------------ | ----------------- | ------- | ---------- | ------------------------------------ |
| 1.  | 26. kolovoza 1992.  | Peking, Kina             | Sjeverna Koreja   | 4 : 1   | Pobjeda    | Kup dinastija                        |
| 2.  | 3. studenoga 1992.  | Hirošima, Japan          | Iran              | 1 : 0   | Pobjeda    | Azijski kup                          |
| 3.  | 14. ožujka 1993.    | Tokio, Japan             | SAD               | 3 : 1   | Pobjeda    | Prijateljska utakmica                |
| 4.  | 14. ožujka 1993.    | Tokio, Japan             | SAD               | 3 : 1   | Pobjeda    | Prijateljska utakmica                |
| 5.  | 8. travnja 1993.    | Kobe, Japan              | Tajland           | 1 : 0   | Pobjeda    | Kvalifikacije za SP u SAD-u 94'      |
| 6.  | 11. travnja 1993.   | Tokio, Japan             | Bangladeš         | 8 : 0   | Pobjeda    | Kvalifikacije za SP u SAD-u 94'      |
| 7.  | 11. travnja 1993.   | Tokio, Japan             | Bangladeš         | 8 : 0   | Pobjeda    | Kvalifikacije za SP u SAD-u 94'      |
| 8.  | 11. travnja 1993.   | Tokio, Japan             | Bangladeš         | 8 : 0   | Pobjeda    | Kvalifikacije za SP u SAD-u 94'      |
| 9.  | 11. travnja 1993.   | Tokio, Japan             | Bangladeš         | 8 : 0   | Pobjeda    | Kvalifikacije za SP u SAD-u 94'      |
| 10. | 15. travnja 1993.   | Tokio, Japan             | Šri Lanka         | 5 : 0   | Pobjeda    | Kvalifikacije za SP u SAD-u 94'      |
| 11. | 15. travnja 1993.   | Tokio, Japan             | Šri Lanka         | 5 : 0   | Pobjeda    | Kvalifikacije za SP u SAD-u 94'      |
| 12. | 30. travnja 1993.   | Dubai, UAE               | Bangladeš         | 4 : 1   | Pobjeda    | Kvalifikacije za SP u SAD-u 94'      |
| 13. | 5. svibnja 1993.    | Dubai, UAE               | Šri Lanka         | 6 : 0   | Pobjeda    | Kvalifikacije za SP u SAD-u 94'      |
| 14. | 4. listopada 1993.  | Tokio, Japan             | Obala Bjelokosti  | 1 : 0   | Pobjeda    | Afro-azijski kup nacija              |
| 15. | 21. listopada 1993. | Doha, Katar              | Sjeverna Koreja   | 3 : 0   | Pobjeda    | Kvalifikacije za SP u SAD-u 94'      |
| 16. | 21. listopada 1993. | Doha, Katar              | Sjeverna Koreja   | 3 : 0   | Pobjeda    | Kvalifikacije za SP u SAD-u 94'      |
| 17. | 25. listopada 1993. | Doha, Katar              | Južna Koreja      | 1 : 0   | Pobjeda    | Kvalifikacije za SP u SAD-u 94'      |
| 18. | 28. listopada 1993. | Doha, Katar              | Irak              | 2 : 2   | Neriješeno | Kvalifikacije za SP u SAD-u 94'      |
| 19. | 8. srpnja 1994.     | Nagoya, Japan            | Gana              | 3 : 2   | Pobjeda    | Prijateljska utakmica                |
| 20. | 8. srpnja 1994.     | Nagoya, Japan            | Gana              | 3 : 2   | Pobjeda    | Prijateljska utakmica                |
| 21. | 14. srpnja 1994.    | Kobe, Japan              | Gana              | 3 : 2   | Pobjeda    | Prijateljska utakmica                |
| 22. | 3. listopada 1994.  | Hirošima, Japan          | UAE               | 1 : 1   | Neriješeno | Azijski kup                          |
| 23. | 11. listopada 1994. | Hirošima, Japan          | Južna Koreja      | 2 : 3   | Poraz      | Azijski kup                          |
| 24. | 8. siječnja 1995.   | Riyad, Saudijska Arabija | Argentina         | 1 : 5   | Poraz      | Kup kralja Fahda                     |
| 25. | 28. svibnja 1995.   | Tokio, Japan             | Ekvador           | 3 : 0   | Pobjeda    | Prijateljska utakmica                |
| 26. | 28. svibnja 1995.   | Tokio, Japan             | Ekvador           | 3 : 0   | Pobjeda    | Prijateljska utakmica                |
| 27. | 20. rujna 1995.     | Tokio, Japan             | Paragvaj          | 1 : 2   | Poraz      | Prijateljska utakmica                |
| 28. | 24. listopada 1995. | Tokio, Japan             | Saudijska Arabija | 2 : 1   | Pobjeda    | Prijateljska utakmica                |
| 29. | 28. listopada 1995. | Matsuyama, Japan         | Saudijska Arabija | 2 : 1   | Pobjeda    | Prijateljska utakmica                |
| 30. | 19. veljače 1996.   | Hong Kong, Kina          | Poljska           | 5 : 0   | Pobjeda    | Prijateljska utakmica                |
| 31. | 26. svibnja 1996.   | Tokio, Japan             | SRJ               | 1 : 0   | Pobjeda    | Prijateljska utakmica                |
| 32. | 29. svibnja 1996.   | Fukuoka, Japan           | Meksiko           | 3 : 2   | Pobjeda    | Prijateljska utakmica                |
| 33. | 25. kolovoza 1996.  | Osaka, Japan             | Urugvaj           | 5 : 3   | Pobjeda    | Prijateljska utakmica                |
| 34. | 25. kolovoza 1996.  | Osaka, Japan             | Urugvaj           | 5 : 3   | Pobjeda    | Prijateljska utakmica                |
| 35. | 9. prosinca 1996.   | Al Ain, UAE              | Uzbekistan        | 4 : 0   | Pobjeda    | Kvalifikacije za Azijski kup         |
| 36. | 15. ožujka 1997.    | Bangkok, Tajland         | Tajland           | 1 : 3   | Poraz      | Prijateljska utakmica                |
| 37. | 25. ožujka 1997.    | Muscat, Oman             | Makao             | 10 : 0  | Pobjeda    | Kvalifikacije za SP u Francuskoj 98' |
| 38. | 25. ožujka 1997.    | Muscat, Oman             | Makao             | 10 : 0  | Pobjeda    | Kvalifikacije za SP u Francuskoj 98' |
| 39. | 21. svibnja 1997.   | Tokio, Japan             | Južna Koreja      | 1 : 1   | Neriješeno | Prijateljska utakmica                |
| 40. | 8. lipnja 1997.     | Tokio, Japan             | Hrvatska          | 4 : 3   | Pobjeda    | Prijateljska utakmica                |
| 41. | 8. lipnja 1997.     | Tokio, Japan             | Hrvatska          | 4 : 3   | Pobjeda    | Prijateljska utakmica                |
| 42. | 22. lipnja 1997.    | Tokio, Japan             | Makao             | 10 : 0  | Pobjeda    | Kvalifikacije za SP u Francuskoj 98' |
| 43. | 22. lipnja 1997.    | Tokio, Japan             | Makao             | 10 : 0  | Pobjeda    | Kvalifikacije za SP u Francuskoj 98' |
| 44. | 22. lipnja 1997.    | Tokio, Japan             | Makao             | 10 : 0  | Pobjeda    | Kvalifikacije za SP u Francuskoj 98' |
| 45. | 22. lipnja 1997.    | Tokio, Japan             | Makao             | 10 : 0  | Pobjeda    | Kvalifikacije za SP u Francuskoj 98' |
| 46. | 22. lipnja 1997.    | Tokio, Japan             | Makao             | 10 : 0  | Pobjeda    | Kvalifikacije za SP u Francuskoj 98' |
| 47. | 22. lipnja 1997.    | Tokio, Japan             | Makao             | 10 : 0  | Pobjeda    | Kvalifikacije za SP u Francuskoj 98' |
| 48. | 25. lipnja 1997.    | Tokio, Japan             | Nepal             | 3 : 0   | Pobjeda    | Kvalifikacije za SP u Francuskoj 98' |
| 49. | 25. lipnja 1997.    | Tokio, Japan             | Nepal             | 3 : 0   | Pobjeda    | Kvalifikacije za SP u Francuskoj 98' |
| 50. | 7. rujna 1997.      | Tokio, Japan             | Uzbekistan        | 6 : 3   | Pobjeda    | Kvalifikacije za SP u Francuskoj 98' |
| 51. | 7. rujna 1997.      | Tokio, Japan             | Uzbekistan        | 6 : 3   | Pobjeda    | Kvalifikacije za SP u Francuskoj 98' |
| 52. | 7. rujna 1997.      | Tokio, Japan             | Uzbekistan        | 6 : 3   | Pobjeda    | Kvalifikacije za SP u Francuskoj 98' |
| 53. | 7. rujna 1997.      | Tokio, Japan             | Uzbekistan        | 6 : 3   | Pobjeda    | Kvalifikacije za SP u Francuskoj 98' |
| 54. | 16. veljače 2000.   | Makao, Kina              | Bruneji           | 9 : 0   | Pobjeda    | Kvalifikacije za Azijski kup         |
| 55. | 6. lipnja 2000.     | Casablanca, Maroko       | Jamajka           | 4 : 0   | Pobjeda    | Prijateljska utakmica                |

## Priznanja

### Klupska
| Klub           | Trofej                | Godina |
| Brazil         | Brazil                | Brazil |
| -------------- | --------------------- | ------ |
| Coritiba       | Campeonato Paranaense | 1989.  |
| Japan          |                       |        |
| Yomiuri        | J.League              | 1991.  |
| Yomiuri        | J.League              | 1992.  |
| Werdy Kawasaki | J.League              | 1993.  |
| Werdy Kawasaki | J.League              | 1994.  |
| Hrvatska       |                       |        |
| Croatia Zagreb | Hrvatsko prvenstvo    | 1999.  |
| Japan          |                       |        |
| Yokohama       | Japanska 2. liga      | 2006.  |

### Reprezentativna
| Trofej        | Godina |
| Japan         | Japan  |
| ------------- | ------ |
| Kup dinastija | 1992.  |
| Azijski kup   | 1992.  |

### Individualna
| Trofej                      | Godina |
| Japan                       | Japan  |
| --------------------------- | ------ |
| Momčad sezone J.League      | 1991.  |
| Momčad sezone J.League      | 1992.  |
| MVP Kupa dinstija           | 1992.  |
| MVP Azijskog kupa           | 1992.  |
| Nogometaš godine u Japanu   | 1992.  |
| MVP J.League                | 1992.  |
| Momčad sezone J.League      | 1993.  |
| Azijski nogometaš godine    | 1993.  |
| MVP J.League                | 1993.  |
| Nogometaš godine u Japanu   | 1993.  |
| Momčad sezone J.League      | 1995.  |
| Momčad sezone J.League      | 1996.  |
| Najbolji strijelac J.League | 1996.  |
| Momčad sezone J.League      | 1991.  |

## Vanjske poveznice
- Službena web stranica igrača  Arhivirana inačica izvorne stranice od 11. listopada 2004. (Wayback Machine)
- Profil igrača na National Football Teams.com